# Stacy Keach
Stacy Keach (Savannah, Georgia, 2 de junho de 1941) é um ator americano vencedor do Globo de Ouro.

## Carreira
Stacy Keach queria seguir a mesma carreira do pai um falecido ator, decidido a estudar teatro depois de terminar seus estudos em Berkeley. Seu cabelo ruivo e o lábio leporino, foram sempre marcante desde o início da sua carreira, apesar de mais de um agente tentar impedir sua carreira, tentando convencê-lo que por possuir lábio leporino nunca poderia ter um papel de destaque. Stacy Keach, mesmo assim, decidiu estudar teatro na Universidade de Yale e especializou-se em interpretar obras de Shakespeare.
Sua primeira participação no cinema em 1968 com um filme de drama. Ele começou a ganhar alguma popularidade nos anos 70, sendo o protagonista do western "Deathmatch OK Corral", onde ele interpretou o cowboy Doc Hollyday, acompanhado por Faye Dunaway.
Em 1975, ele estrelou em "Caribe", sua primeira série de temática policial, que só ficou uma temporada no ar na televisão.
A final dos anos 70 começou a trabalhar como ator coadjuvante em filmes de pouco interesse, e também teve o papel principal como Barrabás na minissérie "Jesus de Nazaré" (Jesus of Nazareth), de Franco Zeffirelli.
Ao manter a amizade com comediantes Cheech Marin e Tommy Chong, apareceu em vários filmes sobre "maconheiros" como "Queimando Tudo" (Up in Smoke) (1978).
No anos 80, em "Cavalgada dos Proscritos" (The Long Riders) (1980) de Walter Hill, ele interpretou o vilão Frank James, onde dividiu cenas com o irmão no elenco James Keach e também Dennis Quaid, Randy Quaid, Keith Carradine e David Carradine.
Em 1984, teve sua grande chance com a série "Mike Hammer", onde encarnou um rígido e sedutor polícial, sempre com um chapéu. A série foi um sucesso permaneceu no ar por três temporadas, até 1987. No entanto, durante as filmagens, Stacy Keach sofreu com problemas com drogas, que deterioraram significativamente sua carreira.
Recuperado de sua queda deu um retrato convincente de Ernest Hemingway, na minissérie "Hemingway" (1988) e em 1989 retomou seu papel no telefilme "Mike Hammer:Murder Takes All". Nos anos 90, participou de variados telefilmes.
Foi chamado para fazer "Fuga de Los Angeles" (Escape from L.A.) em (1996) de John Carpenter e seu grande papel dramático como um líder neonazista em "A Outra História Americana" (American History X) em (1998).
Em 1999 participou da produção de terror "Colheita Maldita 666 - Isaac Está de Volta" (Children of the Corn 666: Isaac's Return). Estreou em 2000, com o seriado "Titus", dando vida ao pai de seu caráter peculiar, o comediante Christopher Titus.
Mais recentemente emprestou sua voz para séries animadas como "Os Simpsons", além de continuar a aparecer em filmes de televisão e filmes feitos direto para o vídeo. Entre 2005 e 2007 ele participou da série "Prison Break", que deu à luz o diretor Warden Henry Pope. Em 2007, ele era um ator convidado na série "ER" e em 2008 atuou como ator coadjuvante no filme "W", de Oliver Stone. Em 2013, atuou no filme Nebraska.

## Filmografia parcial
- Celular (Cell) (2016)
- Sin City 2: A Dama Fatal (Sin City: A Dame to Kill For) (2014)
- Nebraska (2013)
- O Legado Bourne (The Bourne Legacy) (2012)
- Hindenburg - O Último Voo (Hindenburg) (2011)
- Jerusalem Countdown (BR: contagem regressiva) (2011)
- Machete (2010)
- As Aventuras de Sammy (Sammy's avonturen: De geheime doorgang) (2010)
- O Submundo de Chicago (Chicago Overcoat) (2009)
- Meteóro - O Futuro Está em Jogo (Meteor) (2009)
- W. (2008)
- Punhos de Aço e Ódio (Ring of Death) (2008)
- Cavaleiro Solitário (Lone Rider) (2008)
- Além de Hollywood: O Melhor do Cinema Australiano (Not Quite Hollywood: The Wild, Untold Story of Ozploitation!) (2008)
- Honeydripper - do Blues ao Rock (Honeydripper) (2007)
- Rápido no Gatilho (Desolation Canyon) (2006)[1]
- Encontros ao Acaso (Come Early Morning) (2006)
- Barba Negra (Blackbeard) (2006)
- O Poder da Traição (Keep Your Distance) (2005)
- O Regresso do Cavaleiro sem Cabeça (The Hollow) (2004)
- O Padrinho (El Padrino) (2004)
- O Segredo de uma Fortuna (Sunstorm) (2001)
- Caminho do perdão (Mercy Streets) (2000)
- A Outra História Americana (American History X) (1999)
- Colheita Maldita 666 - Isaac Está de Volta (Children of the Corn 666: Isaac's Return) (1999)
- A Outra História Americana (American History X) (1998)
- Fuga de Los Angeles (Escape from L.A.) (1996)
- Batman - A Máscara do Fantasma (Batman: Mask of the Phantasm) (1993)
- Trilogia do Terror (Body Bags) (1993)
- Operação Phantom (The Forgotten) (1989)
- O Campeão da Temporada (That Championship Season) (1982)
- Enigma na Estrada (Roadgames) (1981)
- Cavalgada Dos Proscritos (The Long Riders) (1980)
- Queimando Tudo (Up in Smoke) (1978)
- A Montanha Dos Canibais (La montagna del dio cannibale) (1978)
- SOS Submarino Nuclear (Gray Lady Down) (1978)
- Jesus de Nazareth (Jesus of Nazareth) (1977)
- Os Duelistas (The Duellists) (1977)
- The Life and Times of Judge Roy Bean (1972)
- A História do FBI (The FBI Story) (1959)

## Prêmios e indicações

### Prêmios
Globo de Ouro
- Melhor ator em mini-série ou filme para a TV: 1988

### Indicações
Globo de Ouro
- Melhor ator em série de TV: 1984

 Emmy
- Melhor ator em mini-série ou filme para a TV: 1989